# Неоллойдия
Неоллойдия (лат. Neolloydia), — род суккулентных растений семейства Кактусовые (Cactaceae), распространённый в Техасе и на востоке Мексики.
Род назван в честь американо-канадского ботаника Фрэнсиса Эрнеста Ллойда.

## Ботаническое описание
Растения прямостоячие, разветвлённые или неразветвлённые. Корни мочковатые. Стебли нерасчленённые, от серо-зеленых до желтовато-зелёных или зелёных с бронзовым оттенком, от шаровидных до короткоцилиндрических, 5—10(24) × (1,8)2,5—6,5(8) см. Колючки игольчатые, прямые, белые, серые, коричневые или чёрные, по 9—17(26) в ареоле.
Цветки коротковоронковидные, 2,5—3,2 × 3—5,5 см; наружные листочки околоцветника от беловатых или пурпурных, внутренние листочки — ярко-розовые или пурпурные. Лопастей рыльца 4-7, от белого до кремового цвета. Плоды сухие, шаровидные, 4—10 × 4—8 мм, коричневые или зеленовато-коричневые. Семена обратнояйцевидные или грушевидные, 1,1—1,6 × 0,8—1,2 мм, от чёрных до серых. x=11.

## Виды
Род включает 3 вида:
- Neolloydia conoidea (DC.) Britton & Rose typus[1] — Неоллойдия конусовидная
- Neolloydia inexpectata D.Donati
- Neolloydia matehualensis Backeb.